# Morozowicze (obwód miński)
Morozowicze (biał. Марозавічы, Marozawiczy; ros. Морозовичи, Morozowiczi) – wieś na Białorusi, w obwodzie mińskim, w rejonie stołpeckim, w sielsowiecie Rubieżewicze, nad Sułą.

## Historia
W dwudziestoleciu międzywojennym leżały w Polsce, w województwie nowogródzkim, w powiecie stołpeckim, w gminie Rubieżewicze. W 1921 miejscowość liczyła 136 mieszkańców, zamieszkałych w 20 budynkach, w tym 135 Polaków i 1 osobę innej narodowości. 84 mieszkańców było wyznania rzymskokatolickiego i 52 prawosławnego.
Położone były wówczas w pobliżu granicy ze Związkiem Sowieckim. Znajdowała się tu strażnica KOP „Morozowicze”.
Po II wojnie światowej w granicach Związku Sowieckiego. Od 1991 w niepodległej Białorusi.